# Quartiers généraux de la Défense nationale

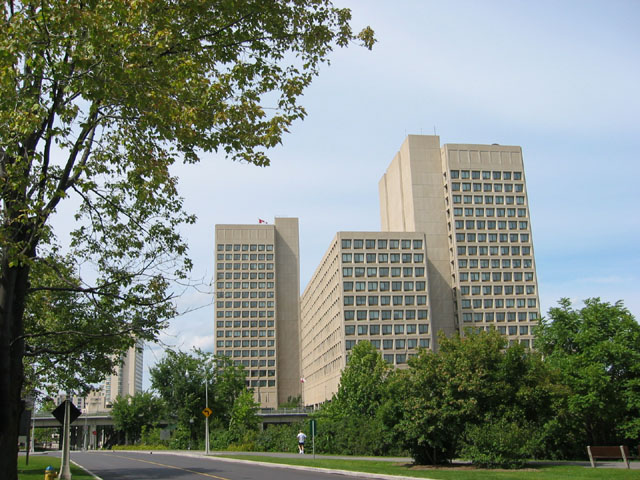
L'édifice Major-General George R. Pearkes sur la promenade Colonel By à Ottawa.

Les quartiers généraux de la Défense nationale, abrégés en QGDN, (National Defence Headquarters en anglais, abrégée en NDHQ) sont les quartiers généraux du ministère de la Défense nationale et des Forces armées canadiennes. Les quartiers généraux sont en fait répartis dans plusieurs bâtiments dans la région de la capitale nationale, mais le plus reconnu est l'édifice Major-General George R Pearkes à Ottawa.

## Structure organisationnelle
Le ministère de la Défense nationale (MDN) est sous la direction du ministre de la Défense nationale. Dans l'organisation, sous celui-ci se trouve le sous-ministre de la Défense nationale et le chef d'état-major de la Défense (CEMD). Le premier est un civil tandis que le second est un militaire des Forces armées canadiennes portant le grade de général. Néanmoins, le commandant en chef des Forces armées canadiennes est le Roi du Canada (de jure) et le gouverneur général du Canada (de facto).
Certaines fonctions du MDN se rapportent directement au ministre de la Défense nationale :
- le ministre associé de la Défense
- l'ombudsman de la Défense nationale et des Forces canadiennes
- le Centre de la sécurité des télécommunications (CST)
- le Secrétariat national Recherche et sauvetage (SNRS)
- le sous-ministre de la Défense
- le juge-avocat général (JAG)

D'autres fonctions se rapportent à la fois au sous-ministre de la Défense et au chef d'état-major de la Défense :
- le vice-chef d'état-major de la Défense (VCEMD)
- le sous-ministre adjoint (Affaires publiques) (SMA(AP))
- le sous-ministre adjoint (Science et technologies) (SMA(S & T))
- le sous-ministre adjoint (Gestion de l'information) (SMA(GI))
- le sous-ministre adjoint (Services d'examen) (SMA(Svcs Ex))
- le conseiller juridique auprès du ministère de la Défense et des Forces canadiennes (CJ MDN/FC)

Certaines fonctions se rapportent au sous-ministre de la Défense :
- le sous-ministre délégué principal de la Défense nationale
- le sous-ministre délégué de la Défense nationale
- le sous-ministre adjoint (Finances) (SMA(Fin))
- le sous-ministre adjoint (Infrastructure et environnement) (SMA(IE))
- le sous-ministre adjoint (Ressources humaines-Civils) (SMA(RH-Civ))
- le sous-ministre adjoint (Politiques) (SMA(Pol))
- le sous-ministre adjoint (Matériels) (SMA(Mat))

Certaines fonctions se rapportent au chef d'état-major de la Défense :
- la Marine royale canadienne (MRC)
- l'Armée canadienne (AC)
- l'Aviation royale canadienne (ARC)
- l'État-major interarmées stratégique (EMIS)
- le Chef du personnel militaire (CPM)
- le Commandement du renseignement des Forces canadiennes (COMRENSFC)
- le Commandement des Forces d'opérations spéciales du Canada (COMFOSCAN)
- le Commandement des opérations interarmées du Canada (COIC)

Il y a également quelques unités indépendantes :
- le Cabinet du juge militaire en chef (CJMC)
- le Comité externe d'examen des griefs militaires
- la Commission d'examen des plaintes concernant la police militaire du Canada